# Kelevíz, Somogy
Kelevíz  este un sat în districtul Marcal, județul Somogy, Ungaria, având o populație de 332 de locuitori (2011). 

## Demografie
Componența etnică a satului Kelevíz
     Maghiari (88,2%)
     Romi (9,83%)
     Germani (1,12%)
     Necunoscut (0,84%)
     Alții (0,84%)
Componența confesională a satului Kelevíz
     Romano-catolici (78,92%)
     Fără religie (6,93%)
     Necunoscută (13,25%)
     Reformați (0,9%)
Conform recensământului din 2011, satul Kelevíz avea 332 de locuitori. Din punct de vedere etnic, majoritatea locuitorilor (88,2%) erau maghiari, existând și minorități de romi (9,83%) și germani (1,12%). Apartenența etnică nu este cunoscută în cazul a 0,84% din locuitori.  Din punct de vedere confesional, majoritatea locuitorilor (78,92%) erau romano-catolici, cu o minoritate de persoane fără religie (6,93%). Pentru 13,25% din locuitori nu este cunoscută apartenența confesională.